# Working Man – Tributo a Rush
“Working Man: A Tribute to Rush” é um álbum de tributo à banda de Rock Progressivo Rush, gravado por expoentes de renome mundial e lançado pela Magna Carta Records em 1996. O álbum foi mixado pelo produtor Terry Brown, produtor da banda, lançado pela Town Music Studios em Toronto, Canadá. Mike Portnoy foi o principal consultor criativo.

## Músicos participantes
Vários músicos proeminentes dos gêneros de hard rock, rock progressivo, heavy metal, metal progressivo e metal extremo. Músicos participantes: Sebastian Bach, Jake E. Lee, Mike Portnoy, Billy Sheehan, Brendt Allman, James LaBrie, Jack Russell, Michael Romeo, Michael Pinnella, Mike Baker, Gary Wehrkamp, Carl Cadden James, Joe Nevollo, Steve Morse, Kevin Soffera, James Murphy, Eric Martin, Brad Kaiser, Robert Berry, Mark Slaughter, Deen Castronovo, Stuart Hamm, John Petrucci, Matt Guillory, Ray Alder, Frank Aresti, Joey Vera, Mark Zonder, Jim Matheos, Jason Keaser, Devin Townsend, Sean Malone, Sean Reinert, Gregoor Van Der Loo, Trent Gardner, Jeff Brockman, George Lynch.

## Músicas
1. "Working Man" (Geddy Lee/Alex Lifeson) – 3:52
- Sebastian Bach / Voz
- Jake E. Lee / Guitarra Solo
- Mike Portnoy / Bateria
- Billy Sheehan / Baixo
- Brendt Allman / Guitarra Base

2. "By-Tor And The Snow Dog" (Lee/Lifeson/Neil Peart) – 4.12
- James LaBrie / Voz
- Jake E. Lee / Guitarra Solo
- Mike Portnoy / Bateria
- Billy Sheehan / Baixo
- Brendt Allman / Guitarra Base

3. "Analog Kid" (Lee/Lifeson/Peart) – 5:18
- Jack Russell / Voz
- Michael Romeo / Guitarra Solo
- Mike Pinnella / Teclados
- Mike Portnoy / Bateria
- Billy Sheehan / Baixo
- Brendt Allman / Guitarra Base

4. "The Trees" (Lee/Lifeson/Peart) – 4:32
- Mike Baker / Voz
- Brendt Allman / Guitarras
- Mike Portnoy / Bateria
- Billy Sheehan / Baixo
- Chris Ingles / Piano
- Gary Wehrkamp / Teclados

5. "La Villa Strangiato" (Lee/Lifeson/Peart) – 9:26
- Steve Morse / Guitarra Clássica e Solo
- Mike Portnoy / Bateria
- Billy Sheehan / Baixo
- Brendt Allman / Guitarra Base
- David Townson / Guitarra Base
- James Murphy / Solo Final de Guitarra e Teclados

6. "Mission" (Lee/Lifeson/Peart) – 5:34
- Eric Martin / Voz
- Brad Kaiser / Bateria
- Robert Berry / Guitarra Solo, Baixo, Guitarra Base, Teclados e Backing Vocal

7. "Anthem" (Lee/Lifeson/Peart) – 4:14
- Mark Slaughter / Voz
- George Lynch / Guitarra Solo
- Deen Castronovo / Bateria
- James Murphy / Guitarra Base
- Stuart Hamm / Baixo

8. "Jacob's Ladder" (Lee/Lifeson/Peart) – 7:38
- Sebastian Bach / Voz
- John Petrucci / Guitarra Solo
- Matt Guillory / Teclados
- Mike Portnoy / Bateria
- Billy Sheehan / Baixo
- Brendt Allman / Guitarra Base

9. "Closer To The Heart" (Lee/Lifeson/Peart/Peter Talbot) – 3:00
(Performed by Fates Warning)
- Ray Alder / Voz
- Jim Matheos / Guitarra Solo
- Mark Zonder / Bateria
- Joey Vera / Baixo

10. "Natural Science" (Lee/Lifeson/Peart) – 8:39
- Devin Townsend / Voz
- James Murphy / Guitarra Solo e Base
- Matt Guillory / Teclados
- Deen Castronovo / Bateria
- Stuart Hamm / Baixo
- David Townson / Guitarra Base

11. "YYZ" (Lee/Peart) – 4:20
- James Murphy / Voz
- Matt Guillory / Teclados
- Deen Castronovo / Bateria
- Stuart Hamm / Baixo

12. "Red Barchetta" (Lee/Lifeson/Peart) – 6:13
- James LaBrie / Voz
- Steve Morse / Guitarra Solo
- David Townson / Guitarra Base
- Sean Malone / Baixo
- Sean Reinert / Bateria
- James Murphy / Guitarra Base, Teclados

13. "Freewill" (Lee/Lifeson/Peart) – 5:29
- Gregoor van der Loo / Voz
- Marcel Coenen / Guitarra Solo
- Trent Gardner / Teclados
- Jeff Brockman / Bateria
- Carl Cadden-James / Baixo